# Wojciech Feleszko
Wojciech Kazimierz Feleszko (ur. 17 lipca 1968 w Warszawie) – polski lekarz, immunolog, doktor habilitowany nauk medycznych, nauczyciel akademicki Warszawskiego Uniwersytetu Medycznego. 
Jeden ze 100 najbardziej wpływowych lekarzy w Polsce (2025). 
Specjalności naukowe i lekarskie: pediatria, immunologia kliniczna, choroby płuc. Zainicjował w 2019 projekt naukowo-badawczy „Smog a zdrowie dzieci”, (we współpracy z agencją badawczą ARC oraz Politechniką Warszawską) wykazujący skalę obciążeń zdrowotnych polskich dzieci eksponowanych na smog. W latach 2019–2023 pełnił funkcję Szefa Grupy „Infekcje” oraz był Członkiem Zarządu Sekcji Immunologii Europejskiej Akademii Alergologii i Immunologii Klinicznej (European Academy of Allergy and Clinical Immunology - EAACI), a od 2023 piastuje funkcję Sekretarza zarządu Sekcji Pediatrii EAACI.

## Życiorys
W 1993 ukończył studia na Wydziale Lekarskim Akademii Medycznej w Warszawie, od 1995 pracuje na macierzystej uczelni oraz w Uniwersyteckim Centrum Klinicznym WUM na terenie Kampusu Banacha w Warszawie. Studiował na Wydziale Lekarskim Universität des Saarlandes (Niemcy). W 1994 roku szkolił się w dziecięcych niedoborach odporności w Szpitalu Hôpital Necker-Enfants malades w Paryżu.
W 1995 otrzymał nagrodę (stypendium) Fundacji na Rzecz Nauki Polskiej.
Uzyskał stopień naukowy doktora w Instytucie Biostruktury Akademii Medycznej w Warszawie w zespole profesora Marka Jakóbisiaka, następnie uhonorowany Nagrodą Prezesa Rady Ministrów Jerzego Buzka w 1999.
W latach 2003–2005 pracował i odbył staż podoktorski w Klinik für Pädiatrie m. S. Pneumologie und Immunologie, w Szpitalu im. Rudolfa Virchowa, Charité Universitätsmedizin w Berlinie pod kierunkiem Prof. Bodo Niggemanna i Prof. Ulricha Wahna.
W 2013 roku na podstawie dorobku naukowego oraz monografii pt. „Ocena wpływu dymu tytoniowego na mechanizmy immunologiczne w układzie oddechowym u dzieci oraz ryzyko choroby alergicznej” otrzymał stopień doktora habilitowanego w medycynie, specjalność: pediatria.
Jest pediatrą i konsultantem ds. immunologii klinicznej i chorób płuc w Uniwersyteckim Szpitalu Pediatrycznym Warszawskiego Uniwersytetu Medycznego.
Założył i przewodniczy Europejskiemu Task Force dla opracowania rekomendacji klinicznych postępowania i leczenia Preschool Wheeze (astmy wczesnodziecięcej).
Podczas pandemii COVID-19 jako immunolog odznaczył się publicznym komentowaniem przebiegu epidemii w stacjach telewizyjnych i licznych innych mediach. Kierował oddziałem leczenia COVID-19 u dzieci w Szpitalu Uniwersyteckim WUM, i wykonał naukową analizę postaw pro- i anty-szczepiennych Polaków w okresie pandemii. W 2022 roku w odpowiedzi na nową chorobę - Wieloukładowy zespół zapalny związany z COVID-19 u dzieci (PIMS-TS, ang. paediatric inflammatory multisystem syndrome associated with coronavirus disease - temporally Associated with SARS-CoV-2) zainicjował i stworzył z grupą europejskich immunologów i lekarzy Europejskie Rekomendacje postępowania w Wieloukładowym Zespole Zapalnym związanym z COVID-19 u dzieci (PIMS/MIS-C).
Jest też wykładowcą Akademii Leona Koźmińskiego w Warszawie.
W 2023 pracował na Uniwersytecie Harvarda nad zagadnieniami epidemiologii astmy u dzieci, czego efektem było odkrycie, iż tereny zielone wokoło miejsca zamieszkania dziecka przyczyniają się do prewencji rozwoju astmy. 
W 2025 roku dr Wojciech Feleszko znalazł się na liście "Lista Stu – Medycyna" wśród 100 najbardziej wpływowych osób w polskiej medycynie w uznaniu za wkład w rozwój polskiej medycyny, wpływ na praktykę kliniczną oraz osiągnięcia naukowe i publicystyczne.

## Wybrane publikacje
Autor stu kilkudziesięciu oryginalnych prac naukowych oraz artykułów przeglądowych na temat roli czynników środowiskowych w alergiach i chorobach układu oddechowego. Publikował w takich czasopismach jak: Journal of Allergy and Clinical Immunology,Allergy, Pediatric Allergy Immunology, JAMA Network Open, Frontiers in Immunology, Cancer Research, Clinical Cancer Research. Jest również autorem serii książek popularnonaukowych dla dzieci wydawnictwa Hokus-Pokus.

## Podręczniki akademickie
- Choroby układu oddechowego u dzieci dla pediatrów i lekarzy rodzinnych, 2023 (PZWL Wydawnictwo Lekarskie)[24]
- Komunikacja medyczna dla studentów i lekarzy, 2018 (Medycyna Praktyczna)[25]

## Życie prywatne
Jest wnukiem i spadkobiercą spuścizny Aleksandra Kamińskiego i dzieckiem filologów: Ewy Rzetelskiej-Feleszko i Kazimierza Feleszki. Mieszka w Warszawie. Ma trójkę dzieci. Jest członkiem Warszawskiego Klubu Inteligencji Katolickiej.
Trenował hokej na lodzie w klubie Orły Warszawa, uprawia cross-fit, skitouring i turystykę rowerową. Biegle włada językiem angielskim, niemieckim, rosyjskim, francuskim i serbsko-chorwackim.